# Hiệp sĩ Dòng Thánh Grêgôriô Cả
Hiệp sĩ Dòng Thánh Grêgôriô Cả (tiếng Latinh: Ordo Sancti Gregorii Magni, tiếng Ý: Ordine di San Gregorio Magno) là một tước phẩm thuộc Giáo hội Công giáo Rôma, được Giáo hoàng Grêgôriô XVI xác lập từ năm 1831 với mục tiêu tuyên dương các tín đồ trên thế giới có nhiều công trạng đối với giáo hội và xã hội. Cùng với tước phẩm là Thanh gươm Hiệp sĩ được Giáo hoàng ban.
Tước phẩm Hiệp sĩ Dòng Thánh Grêgôriô Cả là một trong 5 tước phẩm Kỵ sĩ đoàn của Giáo hoàng, gồm Đại hiệp sĩ của Chúa Kitô (tiếng Ý: Ordine Supremo del Cristo); Hiệp sĩ Dòng Đạo Binh Vàng (tiếng Ý: Ordine della Milizia Aurata); Hiệp sĩ Dòng Giáo hoàng Piô IX (tiếng Ý: Ordine di Pio IX); Hiệp sĩ Dòng Thánh Grêgôriô Cả; và Hiệp sĩ Dòng Thánh Sylvestrô (tiếng Ý: Ordine di San Silvestro Papa).

## xem thêm
- Hiệp sĩ Teuton
- Hiệp sĩ Cứu tế
- Hiệp sĩ Bàn Tròn
- Hiệp sĩ Đền thánh